# Вицко Антић
Вицко Антић (Селце, код Цриквенице, 2. октобар 1912 — Београд, 19. март 1999) био је учесник Шпанског грађанског рата и Народноослободилачке борбе, генерал-пуковник ЈНА, друштвено-политички радник Социјалистичке Републике Хрватске и народни херој Југославије.

## Биографија
Рођен је 2. октобра 1912. године у селу Селце, код Цриквенице. После завршеног другог разреда грађанске школе, отац га је запослио за зидара. У Београду је изучио браварски занат и завршио три разреда занатске школе. У Београду је остао до 1933. године, када је отишао у војску. После војске, вратио се у родно место, где је помагао раду месне књижнице и читаонице.
По почетку грађанског рата у Шпанији, Вицко и његови другови одлучили су да се пребаце у Шпанију. Дознали су да се врше пријаве за одлазак на сечу шума у Француској, па су потписали уговор. Августа 1937. године, отпутовали су у Француску и преко Пиринеја се пребацили у Шпанију. Тамо је био борац 129. интернационалне бригаде. Убрзо је добио чин наредника. Крајем 1937, постао је члан Комунистичке партије Југославије (КПЈ).
Након пада Републике, борци Интернационалних бригада пребацили су се у Француску, где су их власти сместиле у концентрационе логоре. Антић је био у логорима „Сен Сипријен“, „Жир“ и „Аржеле“.
После пораза Француске у рату с нацистичком Немачком, Антић је успео да побегне из логора „Аржеле“ у марту 1941. године. Пробио се у окупирани део Француске и пријавио за рад у Немачкој, јер је то био једини начин да прво изађе из Француске. Доспео је у Судете и из њих је 1. новембра побегао и за неколико дана стигао на границу Немачке и НДХ. Ту се ноћу укрцао у вагон и искочио пред Загребом, код Запрешића.
Успоставио је контакт са члановима ЦК КПХ, који су га затим упутили у Славонију, јер су везе са Горским котаром у то време биле прекинуте. Тамо је стигао 11. новембра 1941. и распоређен на дужност водника у Псуњском партизанском одреду. Убрзо је постао командир чете, а почетком 1942. командант Псуњског одреда. Августа 1942. године био је постављен за команданта Дванаесте славонске бригаде. Неко је време био и на дужности команданта 3. оперативне зоне Хрватске, а кад је формиран Шести корпус, Вицко је био постављен за команданта 28. славонске дивизије. Дивизија је под његовом командом водила борбе у Славонији, Мославини и Загорју.
Фебруара 1944. године, Вицко је био именован за команданта Тринаесте приморско-горанске дивизије. Августа 1944. радио је на формирању хрватске дивизије Корпуса народне одбране Југославије (КНОЈ) и био њен командант до краја 1945. године.
Крајем 1945. отишао је на школовање у Војну академију „Фрунзе“ у Москви, коју је завршио 1947. године. Завршио је и Курс оператике Више војне академије ЈНА, од 1952. до 1953. године.
Био је начелник Команде тенковских и моторизованих јединица ЈНА, начелник Штаба Прве армије, заменик за позадину и помоћник за МПВ команданта ЈРВ и ПВО.
Био је члан Опуномоћства ЦК СКЈ за ЈНА, секретар Опуномоћства у РВ и ПВО и члан разних партијских руководстава у командама и установама.
Пензионисан је у чину генерал-пуковника ЈНА 1973. године и од тада је био активан у друштвено-политичким организацијама. Био је потпредседник Републичког одбора СУБНОР-а Хрватске, члан Председништва, председник Комисије за општенародну одбрану Савезног одбора СУБНОР-а Југославије, члан Савета СР Хрватске и остало.
Умро је 19. марта 1999. године у Београду.
Носилац је Партизанске споменице 1941. и више југословенских одликовања, међу којима су — Орден народног ослобођења, Орден ратне заставе, Орден партизанске звезде са златним венцем, Орден заслуга за народ са златном звездом, Орден братства и јединства са златним венцем и Орден за храброст. Од иностраних се истичу совјетски Орден црвене заставе и чехословачки Војнички крст. Орденом народног хероја одликован је 27. новембра 1953. године.